# Mythimna conigera
Mythimna conigera là một loài bướm đêm thuộc họ Noctuidae. Nó được tìm thấy ở châu Âu.
Sải cánh dài 30–35 mm. Con trưởng thành bay từ tháng 6 đến tháng 7 tùy theo địa điểm.
Ấu trùng ăn nhiều loại cỏ, bao gồm Dactylis glomerata và Elymus repens.

## Hình ảnh

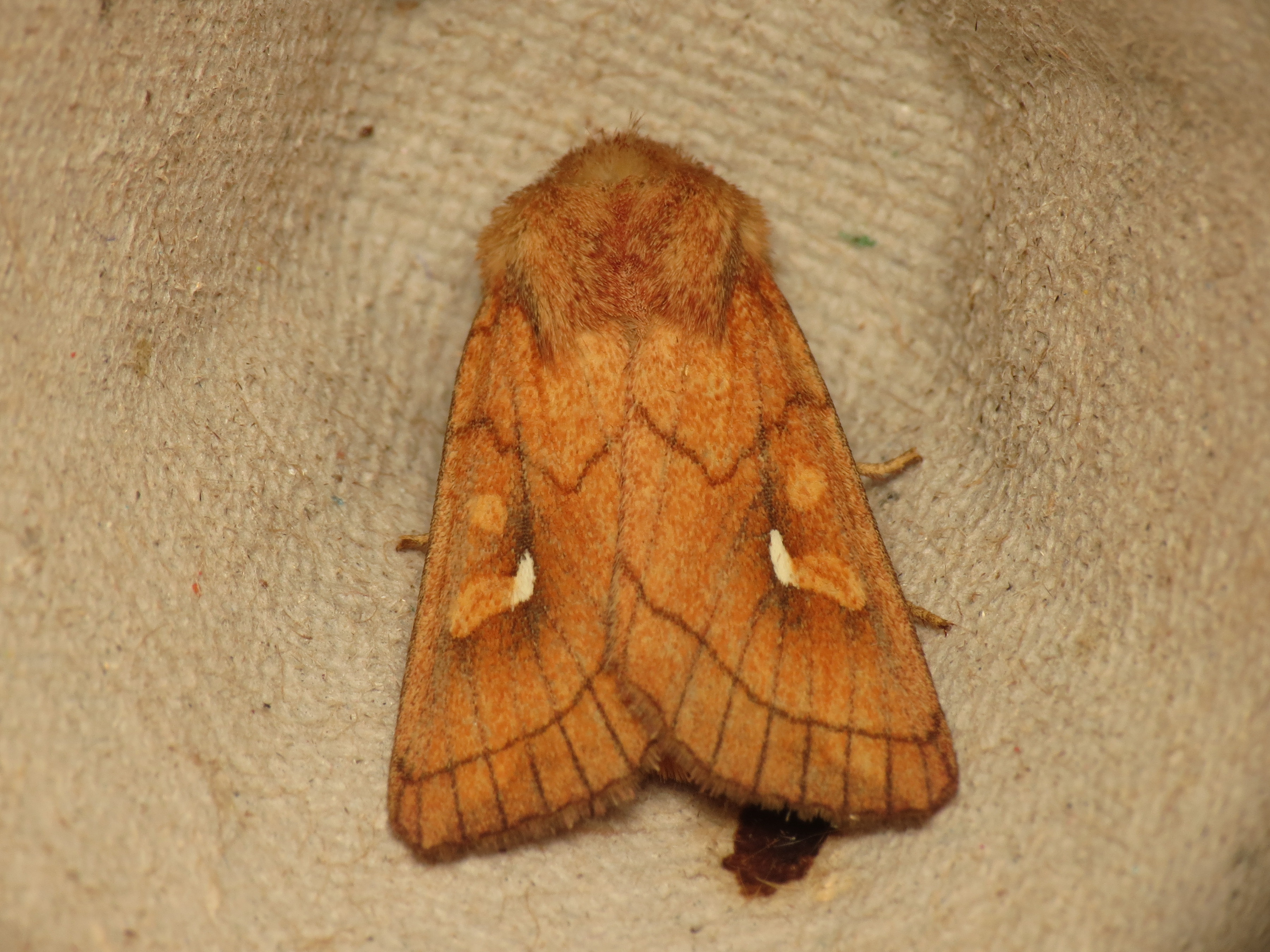
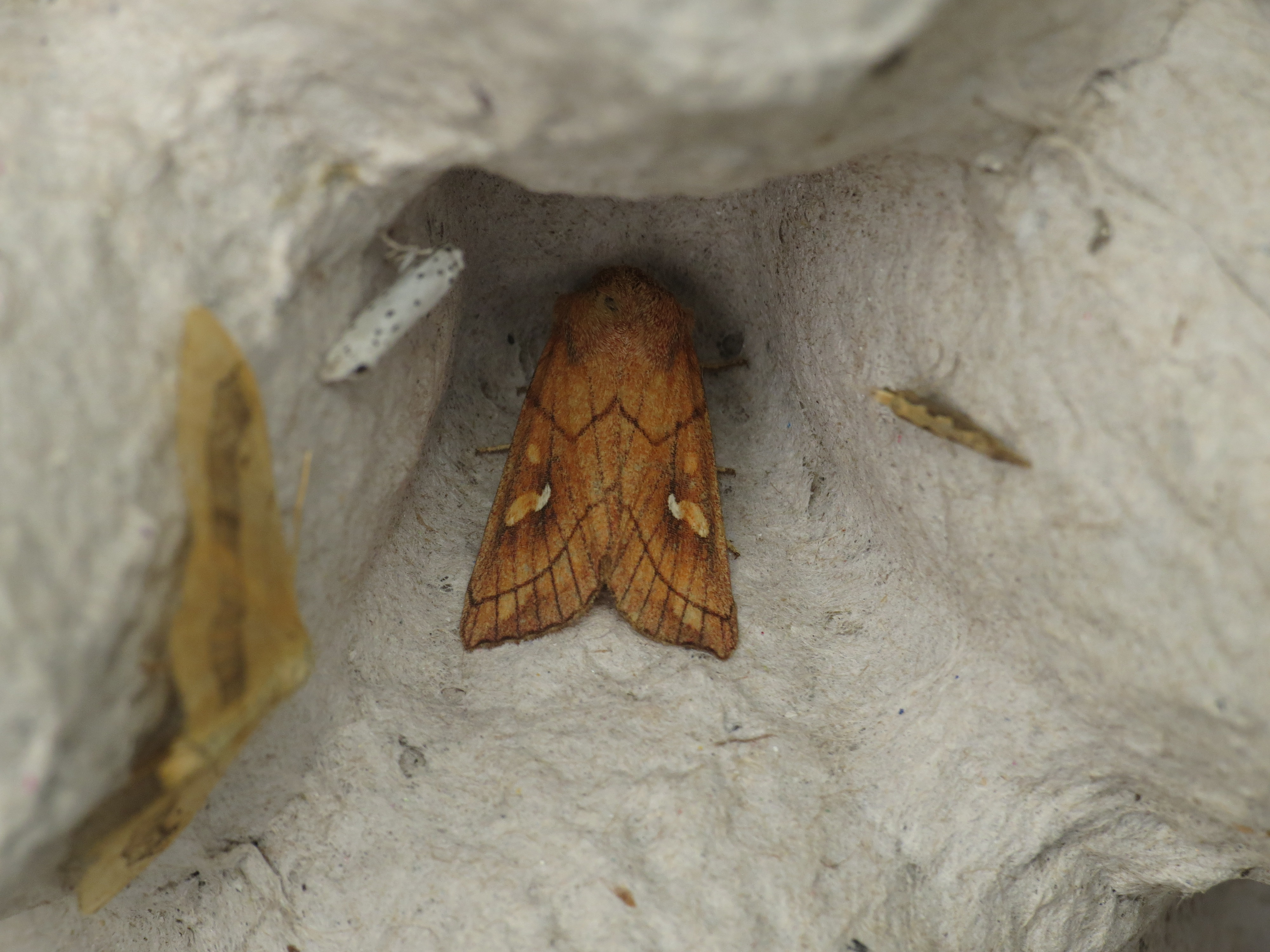
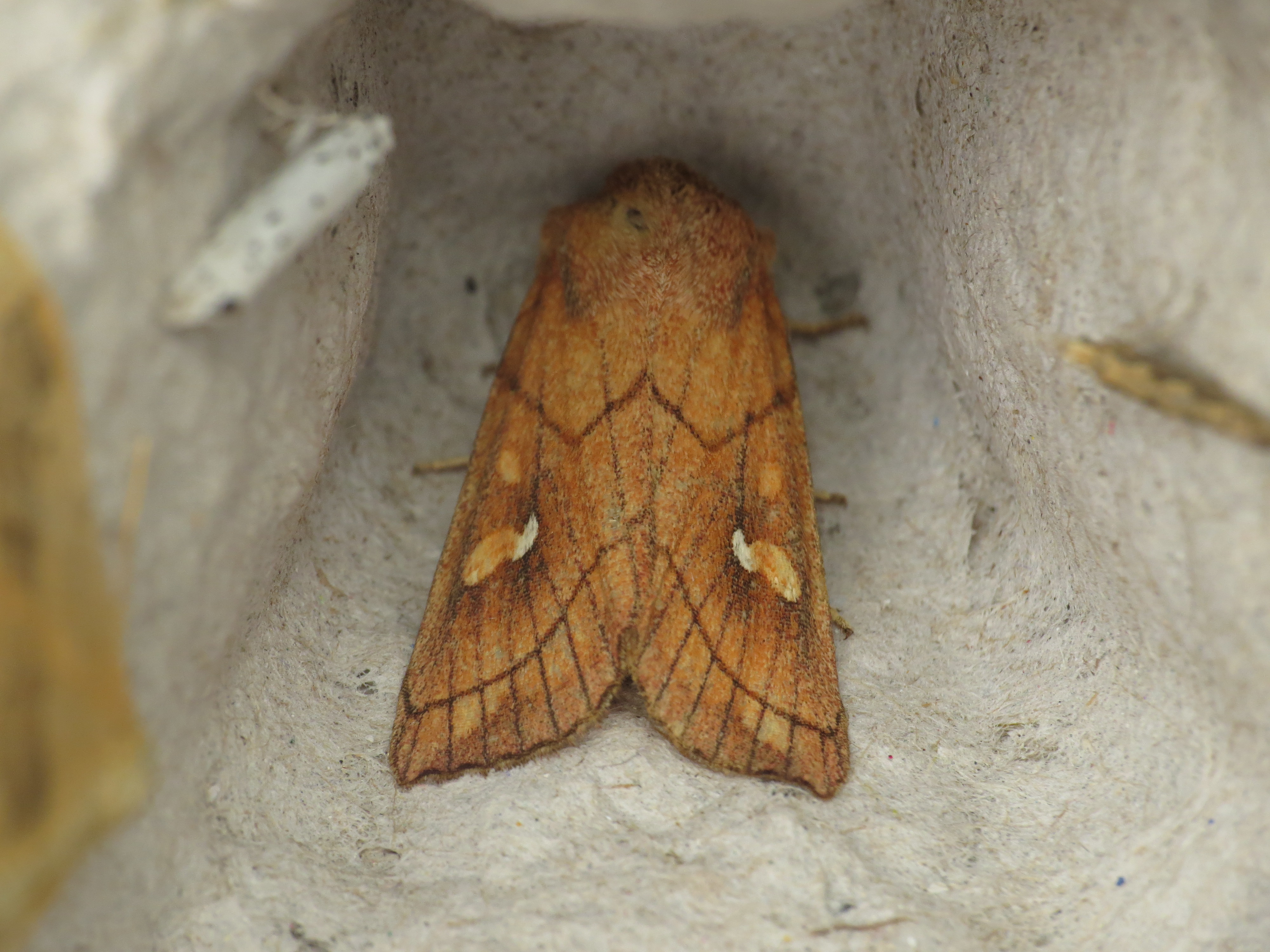
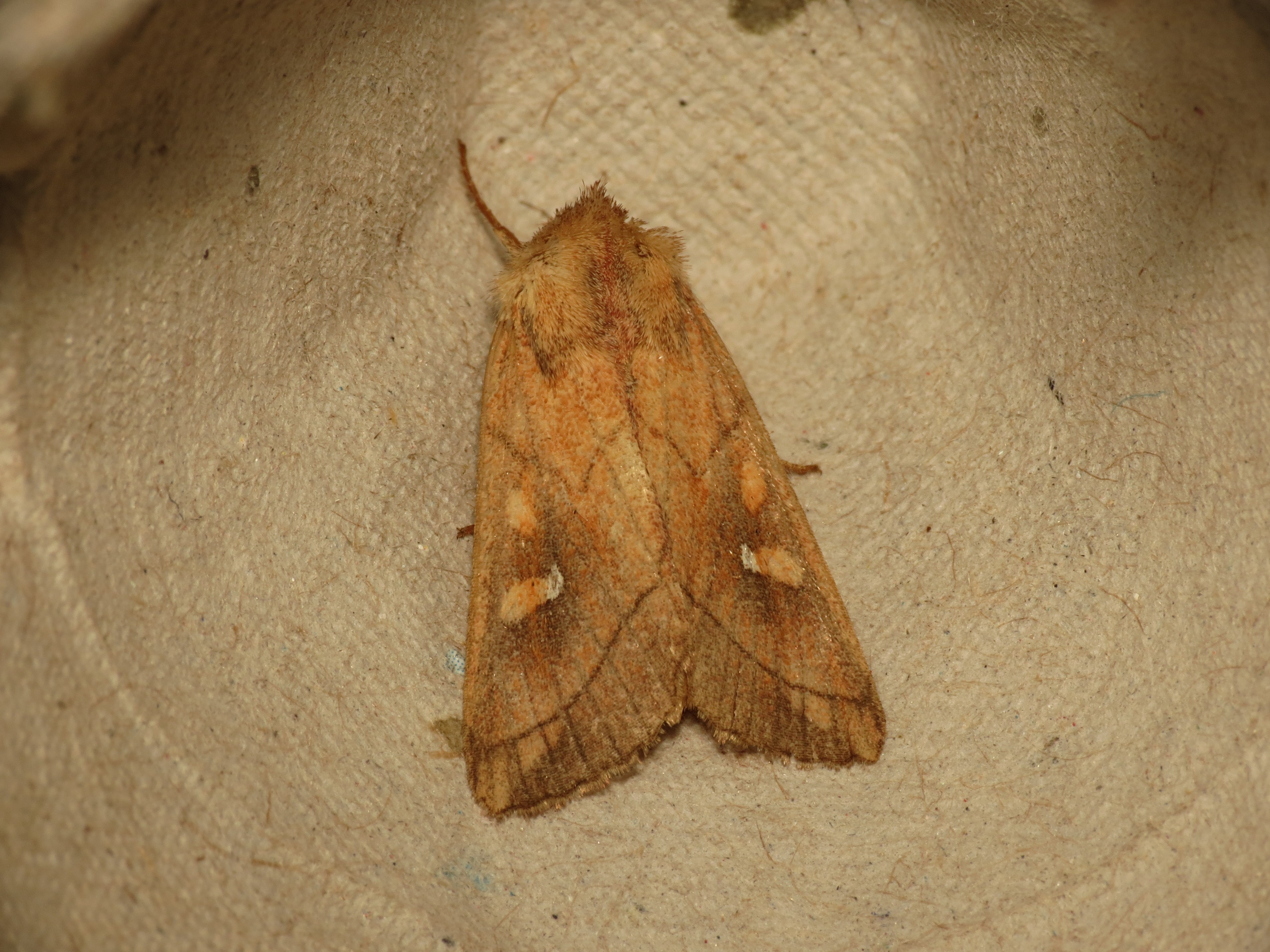